# Fenster der Sainte-Chapelle (Bourges)

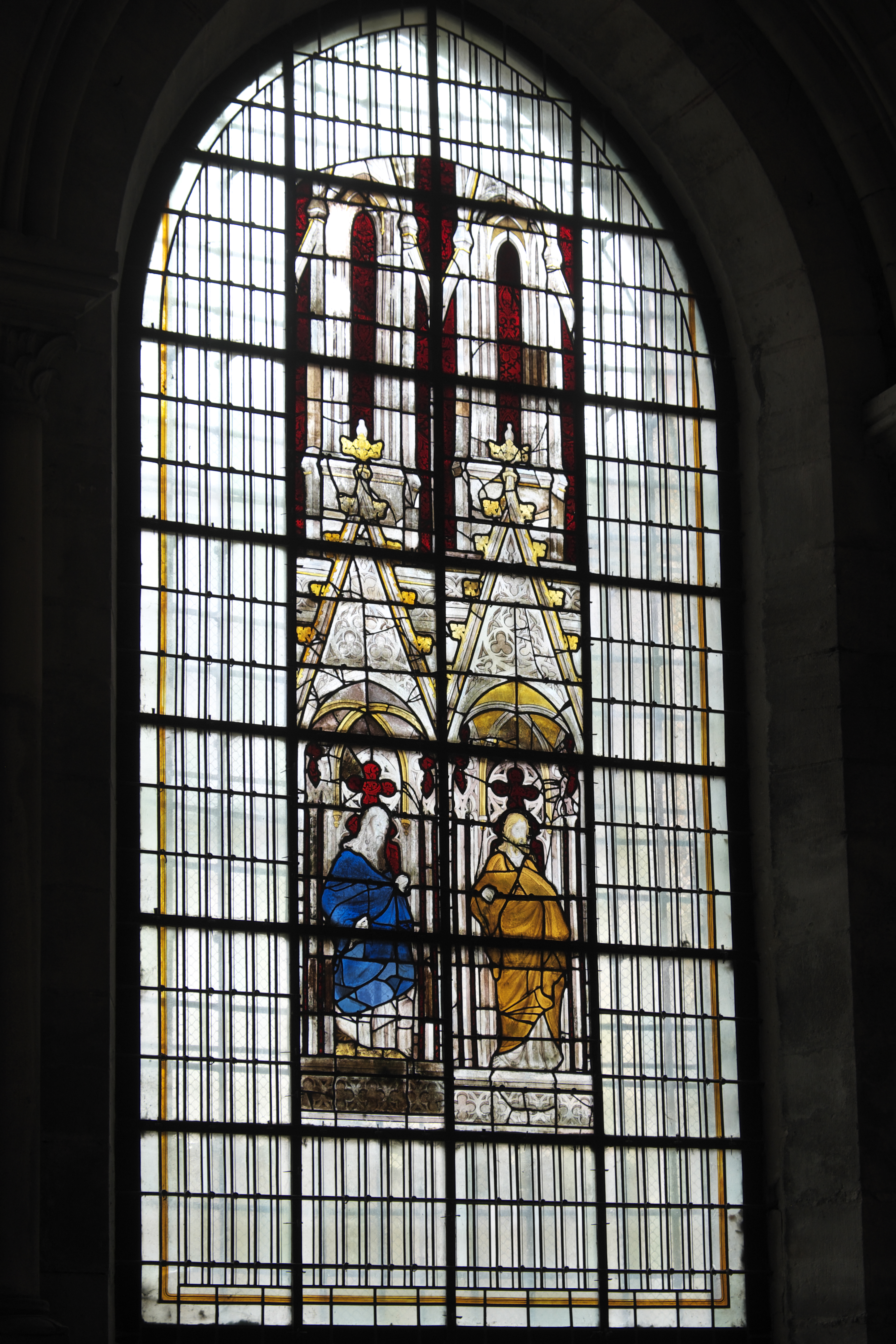
Fenster der ehemaligen Sainte-Chapelle in Bourges mit der Darstellung von zwei Aposteln

Die Fenster der Sainte-Chapelle wurden Ende des 14. oder zu Beginn des 15. Jahrhunderts für die Palastkapelle des ehemaligen Herzogspalastes in Bourges, der Hauptstadt des Département Cher in der französischen Region Centre-Val de Loire, geschaffen. Nach dem Abbruch der Kapelle wurden die Bleiglasfenster in die Unterkirche der Kathedrale Saint-Étienne eingebaut. Die Kathedrale ist seit 1862 aufgrund ihrer Architektur, ihrer Bleiglasfenster und ihrer Skulpturen wie den erhaltenen Resten des gotischen Lettners als Monument historique in die Liste der Baudenkmäler in Frankreich (Base Mérimée) eingetragen. Seit 1992 gehört die Kathedrale zum UNESCO-Welterbe.

## Geschichte
Der Palast der Herzöge von Berry in Bourges wurde von Johann von Berry (1340–1416) vermutlich ab 1375 errichtet und 1398 fertiggestellt. Neben dem Palast ließ der Herzog in den Jahren 1391 bis 1397 die Sainte-Chapelle (Heilige Kapelle) bauen, deren Weihe im Jahr 1405 stattfand. Für die Kapelle ließ Johann von Berry Bleiglasfenster von hoher Qualität anfertigen. Die Kartons der Fenster werden André Beauneveu (um 1340–um 1400) zugeschrieben. Nach der Beschreibung des Chorherren Davié bestanden die Fenster aus fünf Lanzetten und waren in drei Bildebenen unterteilt. Die dargestellten Personen waren in eine auf weißes Glas gemalte Scheinarchitektur eingebettet. Engelspaare hielten das Wappen des Herzogs.
Im Jahr 1757 wurde die Sainte-Chapelle abgebrochen und noch im gleichen Jahr wurden die zwölf Bleiglasfenster der Kapelle in die auch als Krypta bezeichnete Unterkirche (église basse) der dem heiligen Stephanus gewidmeten Kathedrale eingebaut.
Zu einem nicht bekannten Zeitpunkt wurden vier Lanzetten mit je einem Engelspaar in der auch als Herz-Jesu-Kapelle (Chapelle du Sacré-Cœur) bezeichneten Étampes-Kapelle der Kathedrale eingebaut (Fenster 38 und 42). 
Im Jahr 1824 waren von den Fenstern der Sainte-Chapelle in der Unterkirche der Kathedrale nur noch fünf erhalten, die anderen Fenster waren vermutlich während der Französischen Revolution von 1789 zerstört worden. 
Die verbliebenen Scheiben wurden im Jahr 1839 von Étienne Thevenot in die Apsis der Unterkirche eingebaut. Sie waren in der Weise angeordnet, dass auf jedem Fenster vier Personen  dargestellt waren. Die Fenster wurden mehrmals restauriert, zu Beginn des 18. Jahrhunderts von Jean Nicolas Guillaume Le Vieil (1748–1825) aus der Pariser Glasmalerfamilie Le Vieil und im 20. Jahrhundert von Francis Chigot aus Limoges. Im Jahr 1939 wurden die Fenster ausgebaut und blieben in Kisten verstaut, bis sie im Jahr 1986 wieder in der Unterkirche der Kathedrale eingebaut wurden.

## Beschreibung
Heute sind in der Unterkirche der Kathedrale auf zehn Fenstern zwanzig Personendarstellungen, Apostel und Propheten, zu sehen, die von den ursprünglichen Fenstern der Sainte-Chapelle erhalten sind. Sie werden von Architekturdekor gerahmt und sind in eine moderne Verglasung integriert. Die Apostel sind barfuß und ohne Kopfbedeckung dargestellt, die Propheten haben ihr Haupt bedeckt, manche halten Schriftbänder in den Händen. Die Figuren stehen unter hohen Baldachinen mit Maßwerkbögen, Kreuzrippengewölben und Wimpergen, die mit Krabben und Kreuzblumen verziert sind.

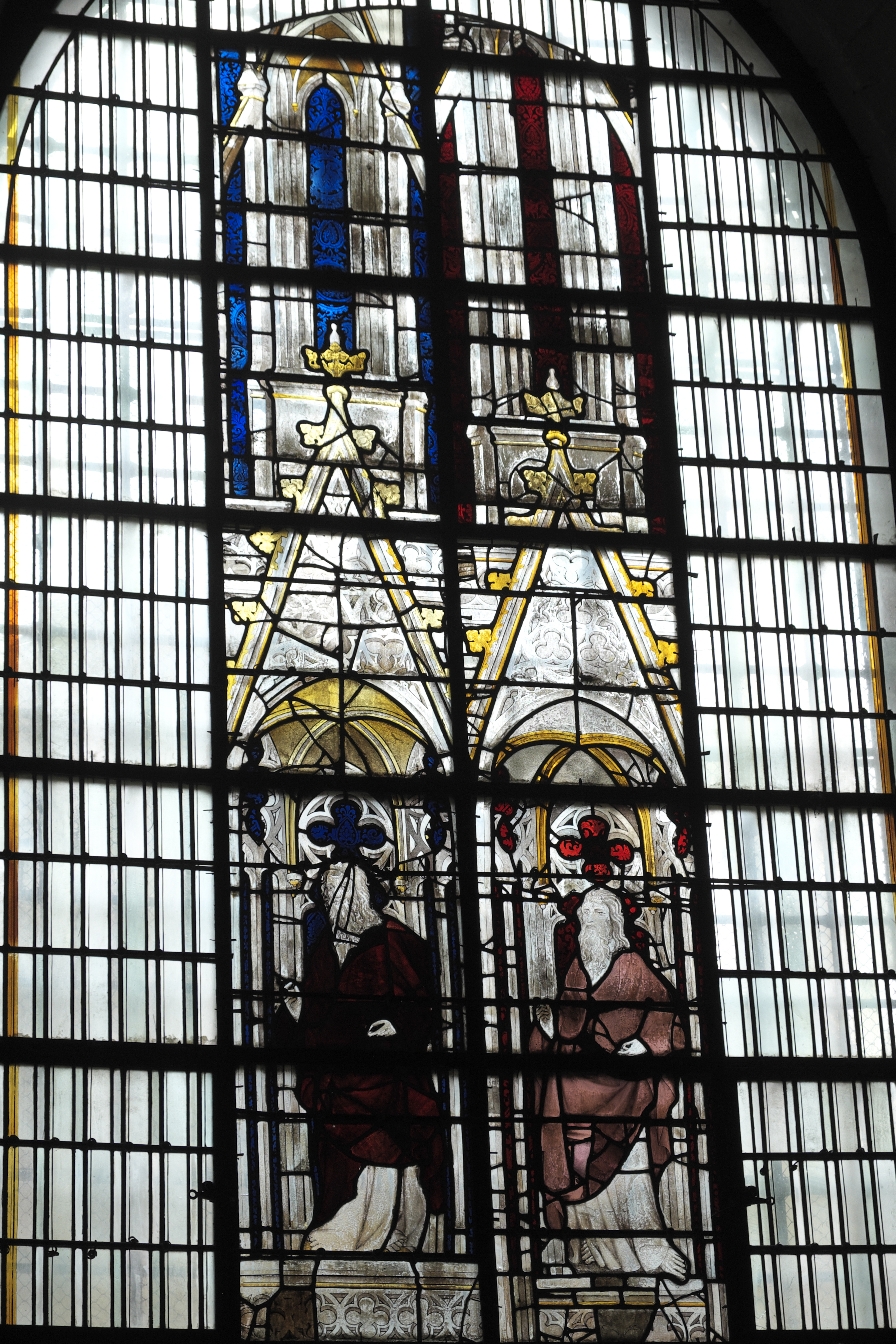
Apostel
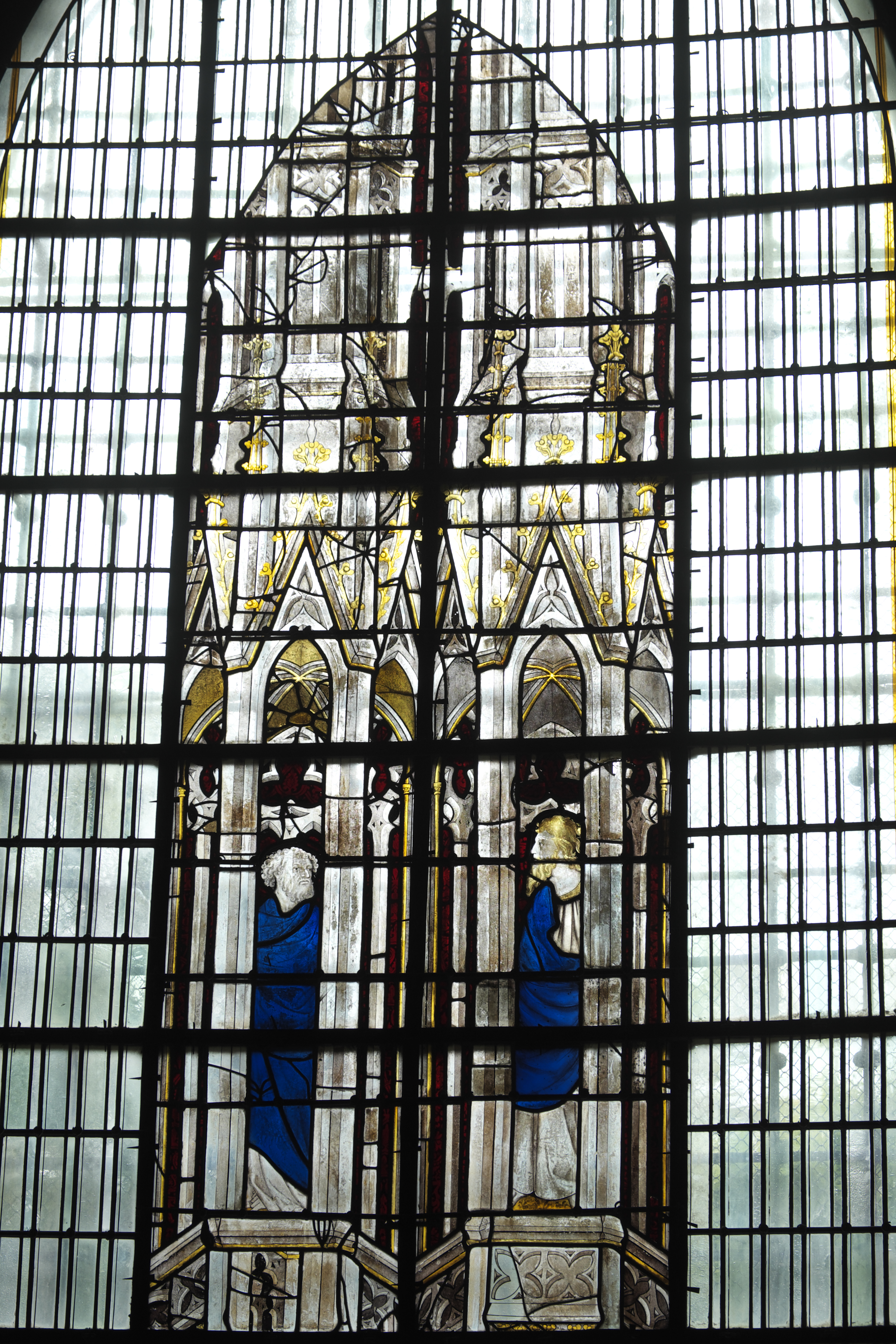
Apostel
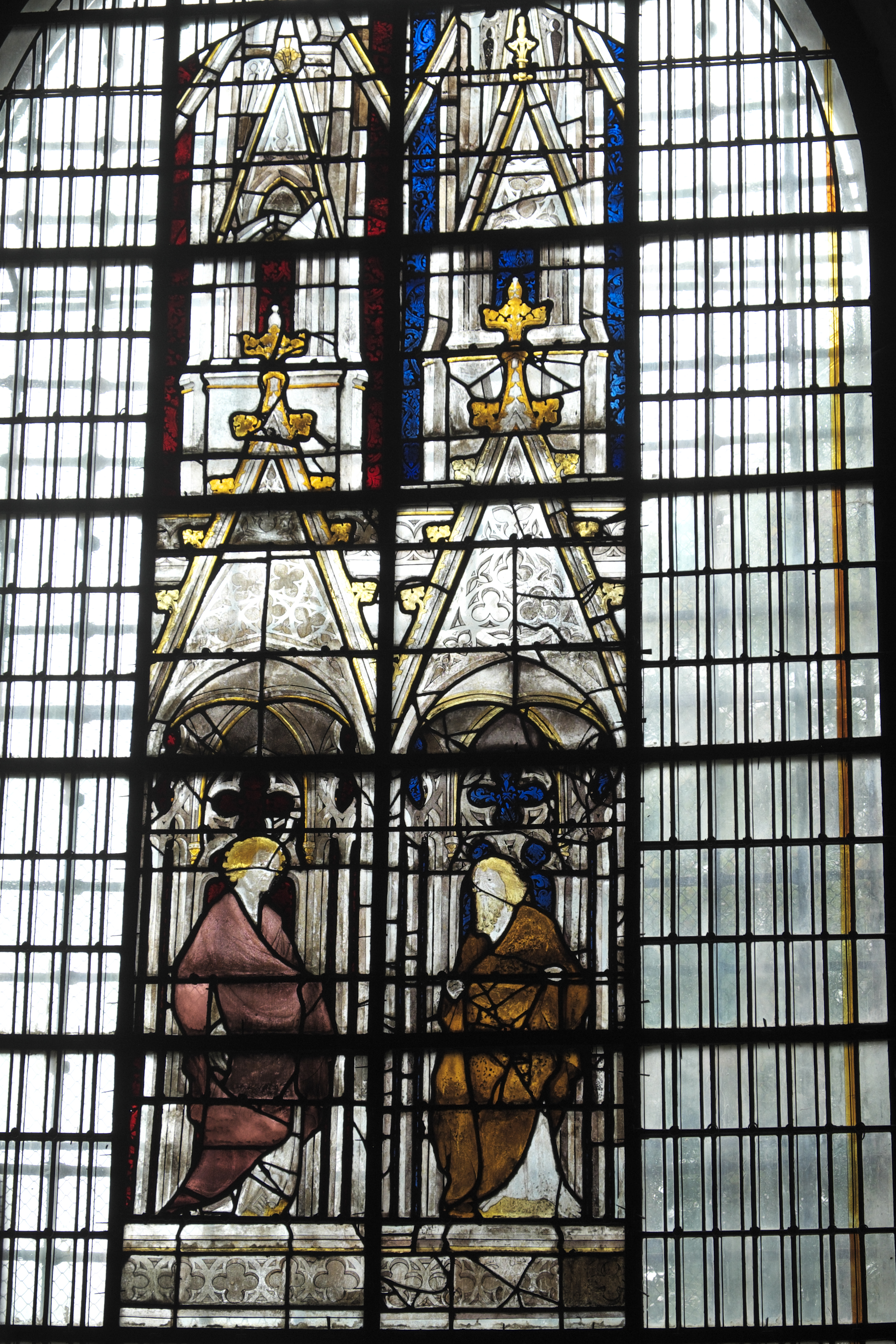
Apostel
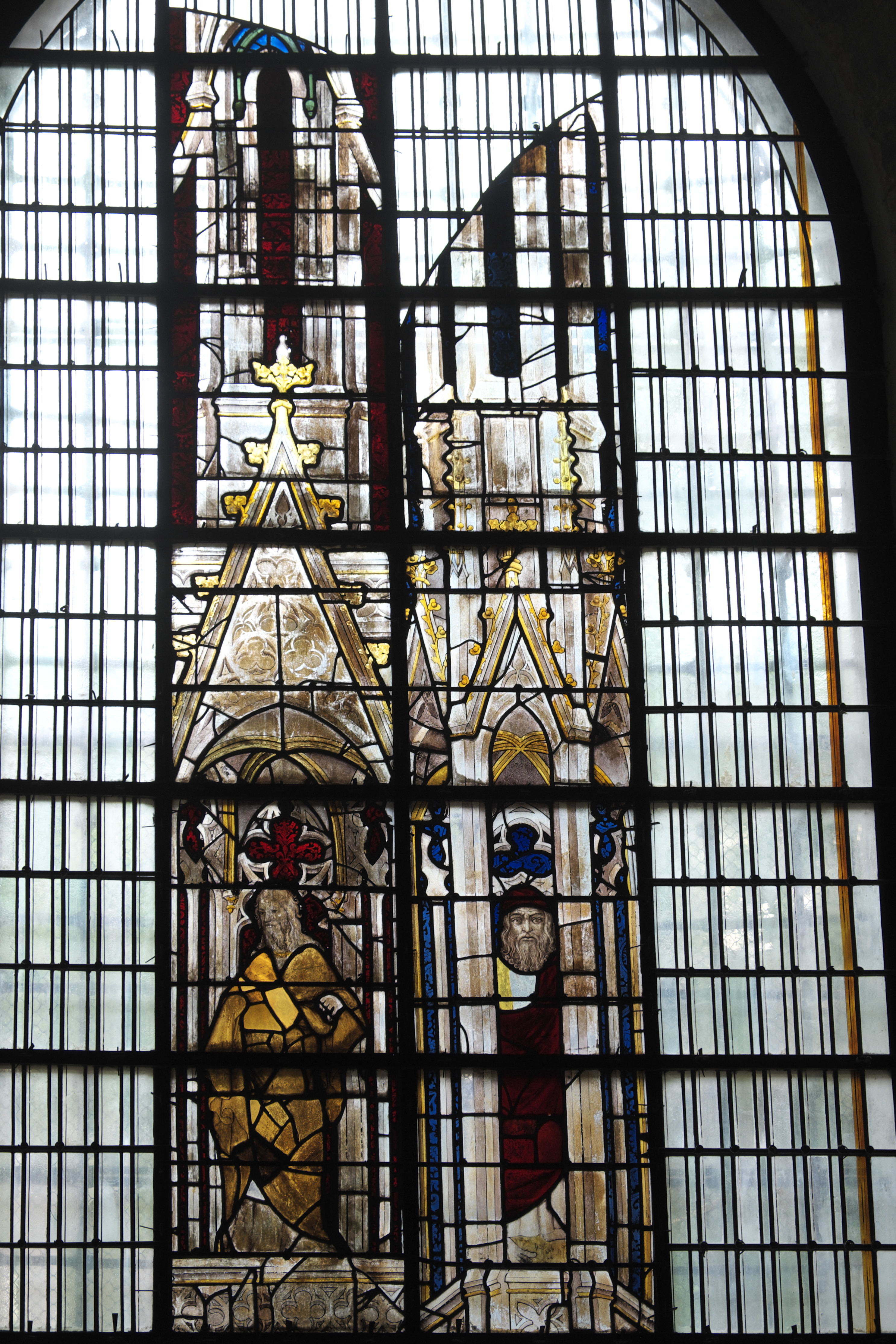
Propheten
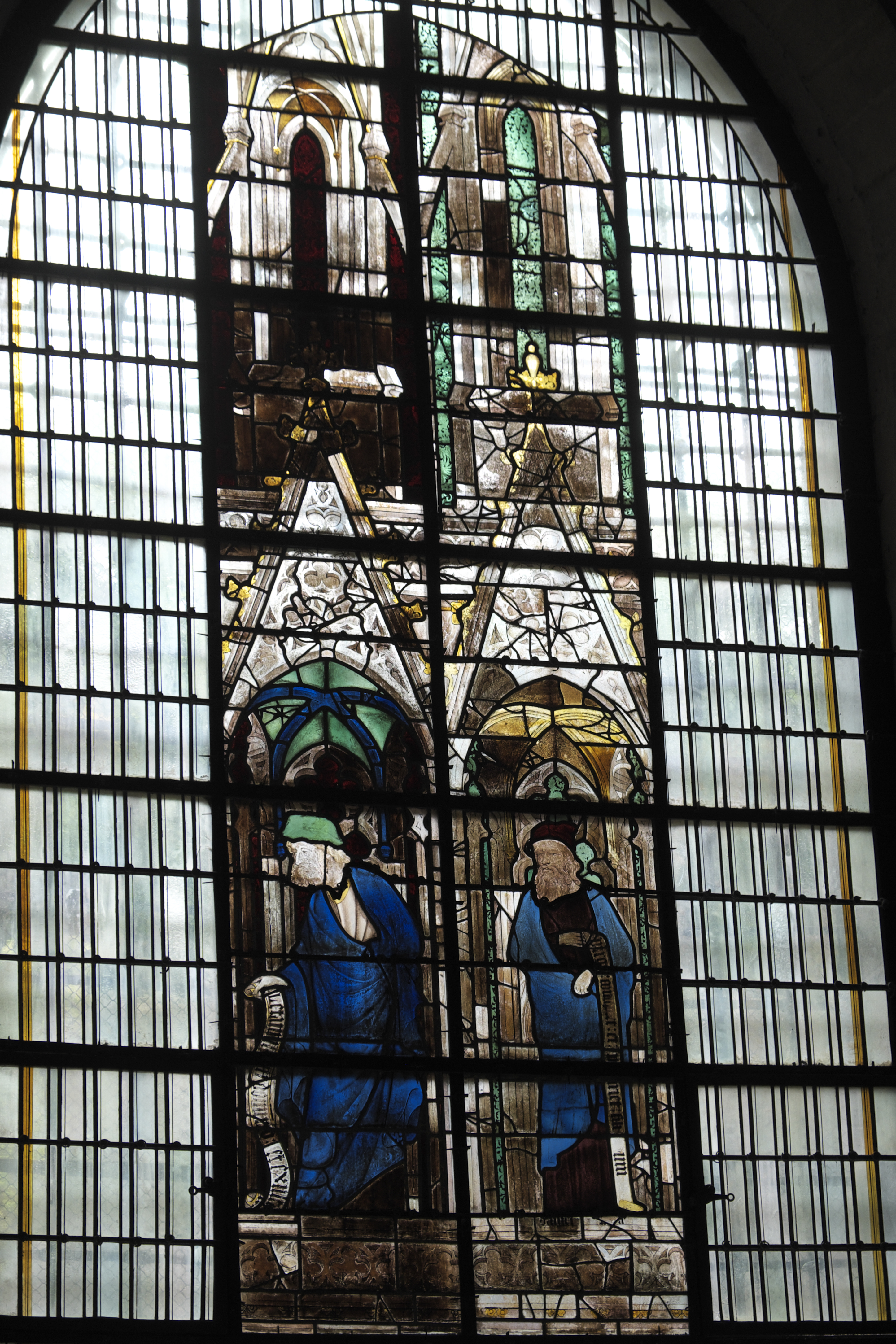
Propheten